# Rossana Reguillo
Rossana Reguillo (Guadalajara, México, 28 de septiembre de 1955) es una investigadora de Ciencias Sociales y activista mexicana, especializada en los estudios de la juventud, la ciudad como espacio social, el miedo como construcción social y estudios que cruzan disciplinas como la antropología, estudios culturales y comunicación. Es Doctora en Ciencias Sociales por la Universidad de Guadalajara y el Centro de Investigación y Estudios Superiores en Antropología Social.

## Biografía
Sus padres fueron una mujer chiapaneca y un español combatiente por el bando republicano en la Guerra Civil Española. De su madre heredó el gusto por el relato, y de su padre la militancia y el sentido de la justicia. Cuenta que a los once años tuvo un accidente con una moto, lo que la llevó al quirófano en varias ocasiones, y pasó muchas horas en cama leyendo.
Está casada con el caricaturista José Antonio Baz 'Jabaz', es editora de un blog llamado 'Viaducto Sur'.

### Carrera
Como investigadora ha realizado estudios en México y América Latina sobre cultura urbana y miedos sociales; violencias y culturas juveniles, así como sobre los sentimientos colectivos y la acción política. Se le considera como una de las principales estudiosas de las culturas juveniles, lo que la ha llevado a participar en diseños y análisis de dos Encuestas Nacionales de la Juventud, en el 2000 y, junto con investigadores como Néstor García Canclini, José Manuel Valenzuela y Alejandro Monsiváis Carrillo en 2005; así como la medición y análisis del impacto de políticas púbicas con la Organización Iberoamericana de la Juventud.
Como profesora, se ha desempeñado en diversas universidades, como la Universidad Autónoma de Barcelona, la Universidad Javeriana y el Instituto Tecnológico y de Estudios Superiores de Occidente, donde es profesora e investigadora titular. También ha sido catedrática de la UNESCO.
Actualmente es parte del Departamento de Estudios Socioculturales en Antropología Urbana y Estudios Socioculturales y de la planta docente del Doctorado en Estudios Científico Sociales del ITESO, específicamente en el área de Comunicación, Cultura y Sociedad. Asimismo, es investigadora emérita del Sistema Nacional de Investigadores desde 2022,  y parte de la Academia Mexicana de Ciencias.

### Activismo social
Uno de sus intereses es el de integrar el trabajo de investigación con el de activismo social.
Dentro de su trabajo periodístico y ensayístico habla del término 'narcomáquina' que es la articulación del poder político, económico y delincuencial.
Además de su trabajo como investigadora, Reguillo también se ha convertido en activista social en temas de la agenda mexicana, como el caso de Desaparición forzada de Iguala de 2014, realizando trabajos de difusión periodística denunciando los hechos. Debido a esto, recibió amenazas a través de redes sociales, hechos que fueron denunciados por ella, por organizaciones como Global voices y otros investigadores como Néstor García Canclini.

### Premios y distinciones
- Premio Nacional de Antropología por la Mejor Investigación, Instituto Nacional de Antropología e Historia, en 1995.[15]
- Premio Iberoamericano a la investigación Municipal y Regional, Unión de Ciudades Capitales, Madrid, 1996.[15]

## Líneas de investigación

### Estudios sobre la ciudad
Uno de sus estudios con más impacto es el que realizó sobre las explosiones de Guadalajara de 1992, a partir de una investigación antropológica y documental que se materializó en el libro La construcción simbólica de la ciudad. Sociedad, desastre, comunicación y del video documental Memoria en vilo. Ambos productos retratan la manera en que la sociedad civil se agrupó y organizó para enfrentar la tragedia.
Según Guillermo Orozco Gómez, el libro de Reguillo “desafía a las ciencias sociales, porque el análisis que la autor a realiza, plantea 'la imposibilidad de comprender el sentido de acción colectiva por fuera del proceso de constitutción de los sujetos sociales, esto es, de la construcción de identidades'.” El libro, trabaja con las categorías de desastre, ciudad, movimiento social, espacio intermedio, representación, identidades y roles, pero los redimensiona, dándole voz a los relatos de los sujetos.

### Estudios sobre la juventud
Uno de sus principales intereses como investigadora es el tema de los jóvenes y la juventud. Señala que a partir de la década de los 90 en México y América Latina se comenzó a desatar un proceso dramático y violento contra los jóvenes en los estados, especialmente acentuado en sectores desfavorecidos y vulnerables.
Sus estudios en este campo han abonado a la comprensión de las prácticas e imaginarios juveniles de la actualidad, y así mirar a este sector social de una manera distinta a las convenciones de las ciencias sociales, para acercarse a sus propios lenguajes, espacios y “para internar comprender los sentidos que animan a los colectivos juveniles y a los jóvenes en general”, y desplazar la mirada de la norma institucional. Para Reguillo el joven está configurado por múltiples mediaciones.

### Signa_Lab
En 2016, dentro de su labor en el ITESO, comenzó a coordinar el proyecto Laboratorio de Innovación Tecnológica y de Estudios Interdisciplinarios Aplicados (Signa Lab), con la finalidad de estudiar de manera interdisciplinaria grandes volúmenes de datos, a través de metodologías provenientes de la psicología, la comunicación y antropología.
En marzo de 2019, a través de un estudio denominado “Democracia, libertad de expresión y esfera digital. Análisis de tendencias y topologías en Twitter. El caso de la #RedAMLOVE”, Signa Lab descubrió una red en Twitter denominada #RedAMlove, conformada por bots, semibots, trolls y fans, con la finalidad de generar tendencias a favor de las propuestas de Andrés Manuel López Obrador, o atacar masivamente a los detractores del gobierno. El problema de este comportamiento, señala Reguillo, es que “incrementan el clima de polarización y el discurso de odio, que no favorece a la democracia en absoluto”.
Reguillo, con Signa_Lab, Artículo 19 y el equipo de Carmen Aristegui, publicaron a mediados de mayo de 2020 una investigación en la que mostraban el posible ataque de cuentas de Twitter a periodistas y críticos de la administración de Andrés Manuel López Obrador. Estas cuentas estarían orquestadas por la directora de Notimex, Sanjuana Martínez. A este tipo de ataque, mucho más coordinado que antes, Reguillo lo denomina "tecno-artillería-política".

## Publicaciones